# ウィーンフィル・ニューイヤーコンサート1979
ウィーンフィル・ニューイヤーコンサート1979(ドイツ語: Neujahrskonzert der Wiener Philharmoniker 1979)は、ウィーン・フィルハーモニー管弦楽団による1979年のニューイヤー・コンサート。指揮者はウィリー・ボスコフスキーが務めた（25回目　最後)。

## 概要
- ウィリー・ボスコフスキーは、ニューイヤー・コンサートの創始者クレメンス・クラウスの死去を受けて、1955年以降25年にわたってニューイヤー･コンサートの指揮台に立ち続けたが、これが25回目にして最後のニューイヤー・コンサートへの出演となった。

## 演奏曲目

### 第１部
- ワルツ「ローレライ＝ラインの調べ」Op.154 (ヨハン・シュトラウス1世)
- ポルカ・フランセーズ「お気に召すまま」Op.372 (ヨハン・シュトラウス2世)
- ポルカ・シュネル「ブレーキかけずに」Op.238（エドゥアルト・シュトラウス）
- ワルツ「酒・女・歌」Op.333（ヨハン・シュトラウス2世）
- ポルカ・マズルカ「モダンな女」Op.282（ヨーゼフ・シュトラウス）
- ワルツ「ヘラインシュパツィールト」Op.518（カール・ミヒャエル・ツィーラー）

### 第２部
- 喜歌劇「美しきガラテア」序曲（フランツ・フォン・スッペ）
- ワルツ「わが家で」Op.361（ヨハン・シュトラウス2世）
- ポルカ・フランセーズ「小さな水車」Op.57（ヨーゼフ・シュトラウス）
- チック・タック・ポルカ Op.365（ヨハン・シュトラウス2世）
- ピツィカート・ポルカ（ヨハン2世とヨーゼフ・シュトラウス兄弟の合作）
- ポルカ「ルドルフスハイムの人々」Op.152（ヨーゼフ・シュトラウス）
- ワルツ「天体の音楽」Op.235（ヨーゼフ・シュトラウス）
- 狩りのポルカ　Op.373（ヨハン・シュトラウス2世）

### アンコール
- 狩りのポルカ　Op.373（ヨハン・シュトラウス2世）　主部のみ演奏
- ポルカ・シュネル「浮気心」Op.319（ヨハン・シュトラウス2世）
- ワルツ「美しく青きドナウ」Op.314 (ヨハン・シュトラウス2世)
- ラデツキー行進曲Op.228 (ヨハン・シュトラウス1世)

## 備考
- コンサートの模様がデッカ・レコード技術陣によってデジタル録音によって完全収録され、1979年春にデッカからLPレコードが発売された。コンサートが完全収録された音盤が商品化されたのは史上初だった（当時）。また、大手レコード会社によるデジタル録音音源の商品化も史上初だった（当時）。